# Lug (Chorwacja)
Lug – wieś w Chorwacji, w żupanii osijecko-barańskiej, w gminie Bilje. W 2011 roku liczyła 764 mieszkańców.